# ميرت آمون
ميريت آمون هي الابنة الرابعة للملك رمسيس الثاني وزوجته الملكة نفرتاري، وأصبحت هي الملكة بعد وفاة والدتها، حيث تزوجها والدها الملك رمسيس الثاني و اصبحت الزوجة الملكية، كما كانت كاهنة للربة حتحور، وتتولى إقامة الشعائر لها، وجاء اسمها ميريت آمون أي حبيبة آمون.

## عائلة
ميريت آمون هي ابنة رمسيس الثاني وزوجته نفرتاري. وهي تظهر باعتبارها الابنة الرابعة في قائمة بنات أبو سمبل ولها أربعة إخوة أشقاء على الأقل: آمون حور خبشف، وبارهيروينمف، وميري ومرياتوم، بالإضافة إلى أخت اسمها حنوت تاوي. ربما كان لميريت آمون عدد أكبر من الإخوة والأخوات، لكن هؤلاء الخمسة معروفون من واجهة معبد الملكة نفرتاري في أبو سمبل. في الوقت الذي توفيت فيه والدتها (حوالي العام الملكي الرابع والعشرين أو الخامس والعشرين)، أصبحت ميريت آمون زوجة ملكية عظيمة، إلى جانب أختها غير الشقيقة بنت عنتا.

## الألقاب
• ابنة الملك
• زوجة الملك العظيم
• سيدة الأرضين
• سيدة الصلاصل
• كاهنة حتحور
• مغنية آتوم
• الاميرة الطفلة لحورس
• جميلة الوجه في القصر، هي التي بجانب سيدها كما سوتيس بجانب أوريون، يسعد المرء بما يقال عندما تفتح فمها لتهدئة سيد الأرضين

## الدفن

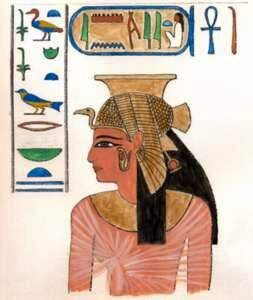
رسمة لميريت آمون من عالم الآثار ليبسيوس (بناءً على مشهد من مقبرتها)

دُفِنت ميريت آمون في مقبرة 68 (QV68) في وادي الملكات. وُصِفَ قبر ميريت آمون بواسطة عالم الآثار كارل ريتشارد ليبسيوس 
ويظهر مشهد مثير للاهتمام في المقبرة تظهر فيه ميريت آمون وهي تهدي صناديق من القماش لأوزوريس وحتحور. وتعرف النقوش الملكة بأنها ابنة الملك، الزوجة الملكية العظيمة، سيدة الأرضين، ميريت آمون، نرجو أن تعيش. يقال إنها "تحضر صندوق الملابس إلى الأبد؛ تقدس صندوق الملابس ثلاث مرات"

## تماثيلها

### تمثالها في الغردقة
تم اكتشاف تمثال الملكة ميريت آمون في طيبة فيما أسمته "مصلى الملكة البيضاء" بالرمسيوم على يد عالم الآثار البريطاني فلندرز بيتري عام 1896، وهو الآن بمتحف الغردقة. تظهر ميريت آمون وهي ترتدي باروكة شعر مستعار بلون ازرق ويعلو شعرها قاعدة مستديرة من الكوبرا. كان يعلو هذه القاعدة ريشتان طويلتان ولكن الجزء العلوي من التمثال مفقود حالياً. كما ترتدي الملكة قرطا من الذهب في الأذن وتمسك في يدها اليسرى عقد (منات). ومن ضمن ألقاب ميرت آمون الباقية هنا (عازفة آلة السيسترم وراقصة حتحور)، وبالرغم من أن اسم الملكة ميرت آمون مفقود من على العمود الخلفي للتمثال إلا أن الألقاب الموجودة عليه تتفق إلى حد بعيد مع تلك الموجودة على ظهر تمثالها الضخم الموجود في أخميم بسوهاج، والذي يصورها وهي ترتدي نفس غطاء الرأس أيضاً.

### تمثالها في اخميم

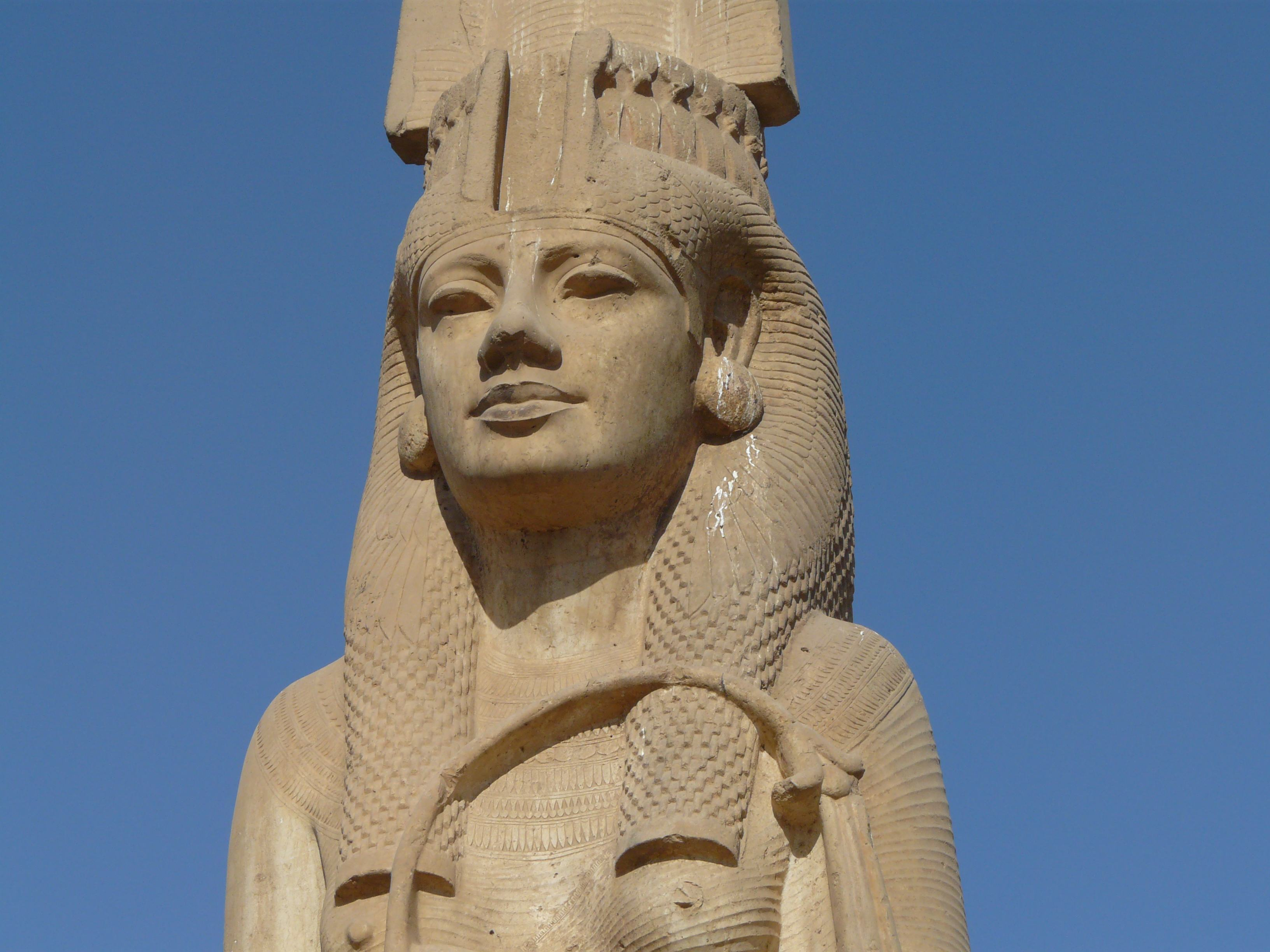
تمثال ميريت آمون في اخميم.

يلقب اهل اخميم هذا التمثال بـ "تمثال العروسة". تم اكتشاف هذا التمثال عام 1981م بمدينه اخميم اثناء حفر معبد ديني ويتكون هذا التمثال الرائع من الحجر الجيري ويبلغ ارتفاعه 13م ووزنه 31 طن؛ فيعتبر اضخم تمثال لامرأه في مصر القديمة ويُرى فيه الشعر المستعار معقود في ثلاث ضفائر متدرجه الطول، يعلوها تاج النسر مع موديوس وريشيتين، وتمسك في يدها اليمنى زهرة اللوتس. 

## معرض الصور

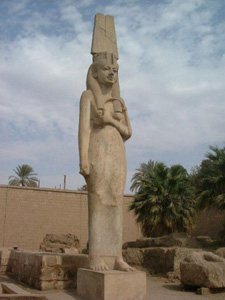
تمثال ميرت آمون في اخميم
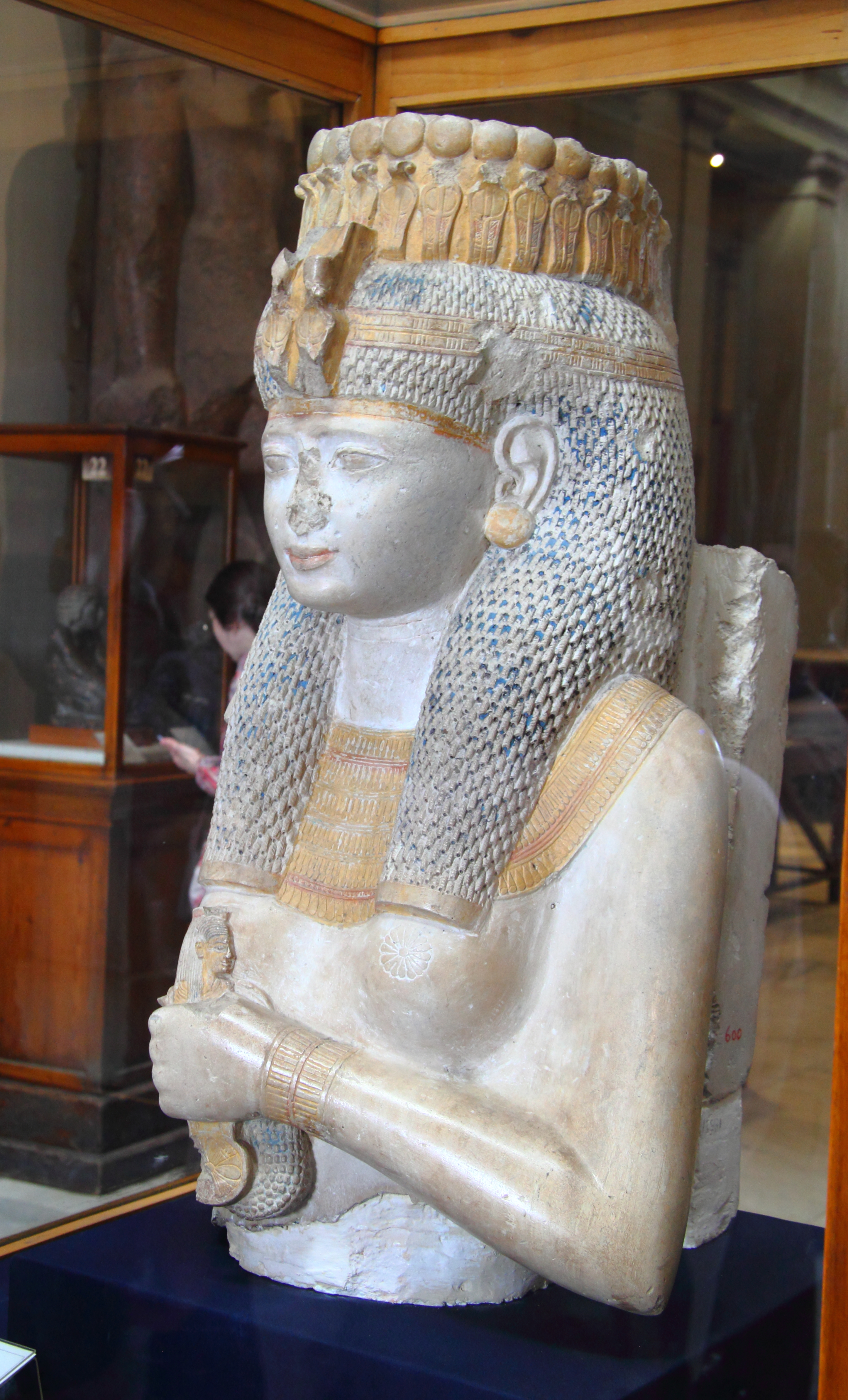
تمثال ميريت آمون في متحف الغردقة
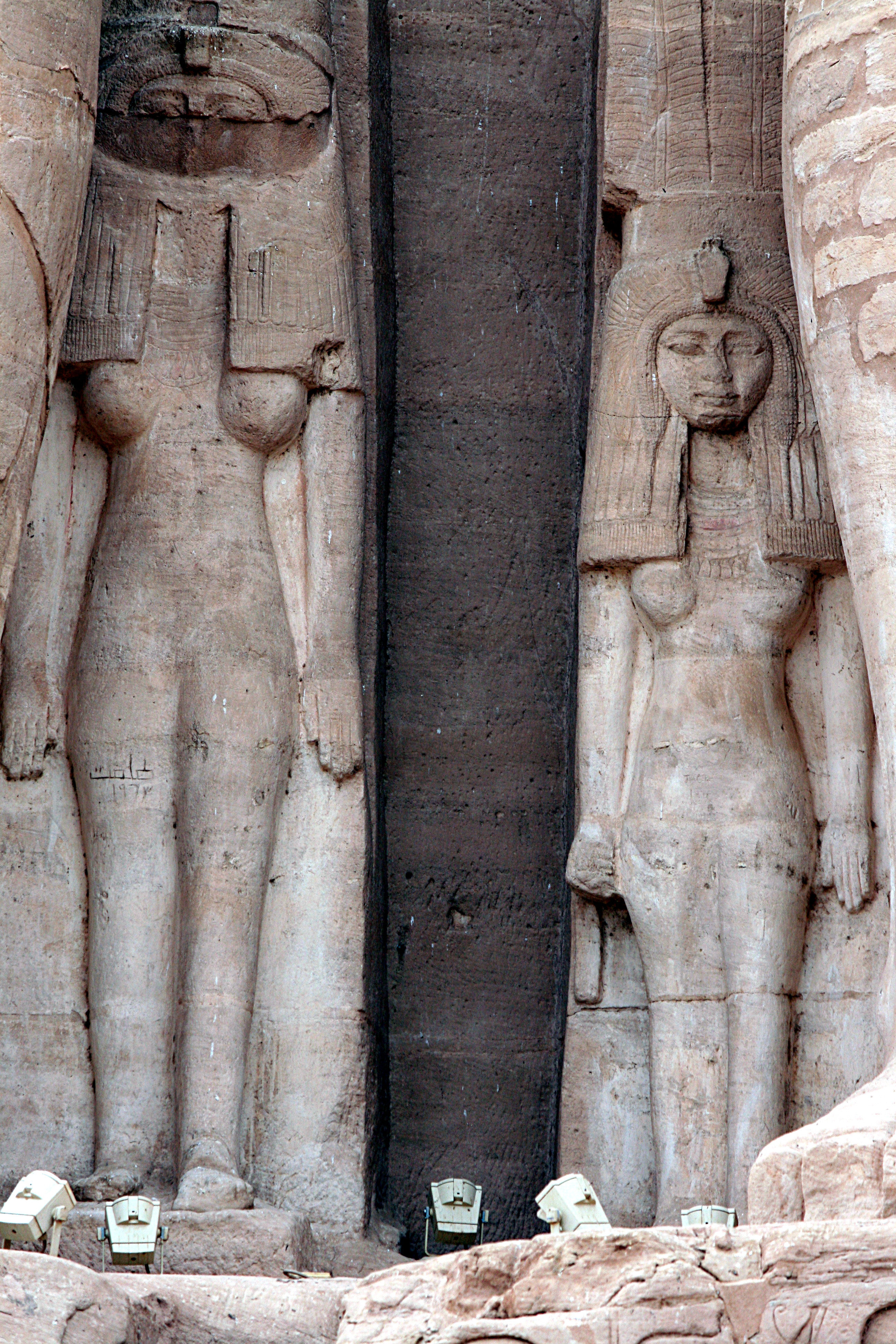
تمثال ميرت آمون (على اليمين) و اختها باكيتمات
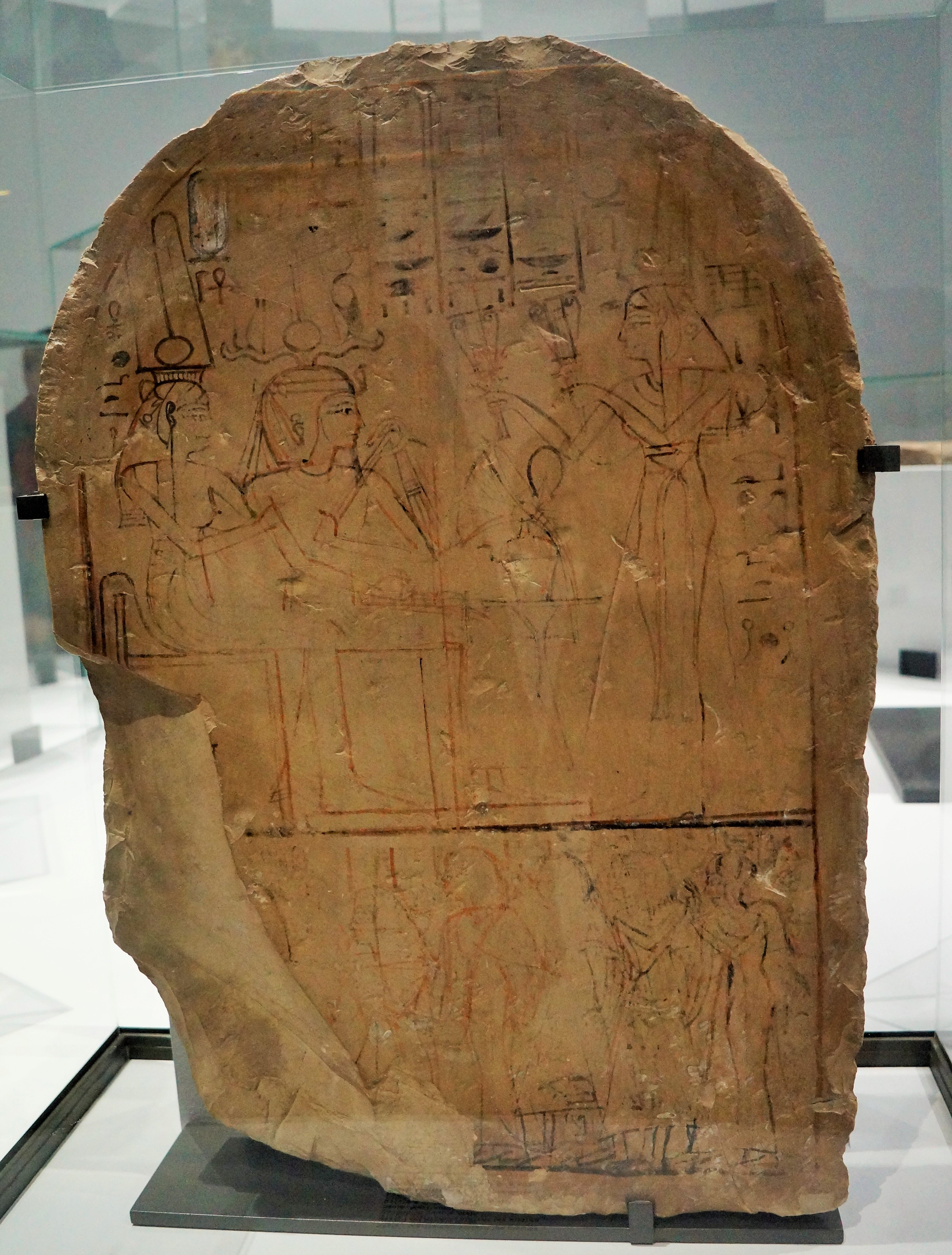
لوحة ميريت آمون تقف امام امنحتب الأول و امه احمس نفرتاري
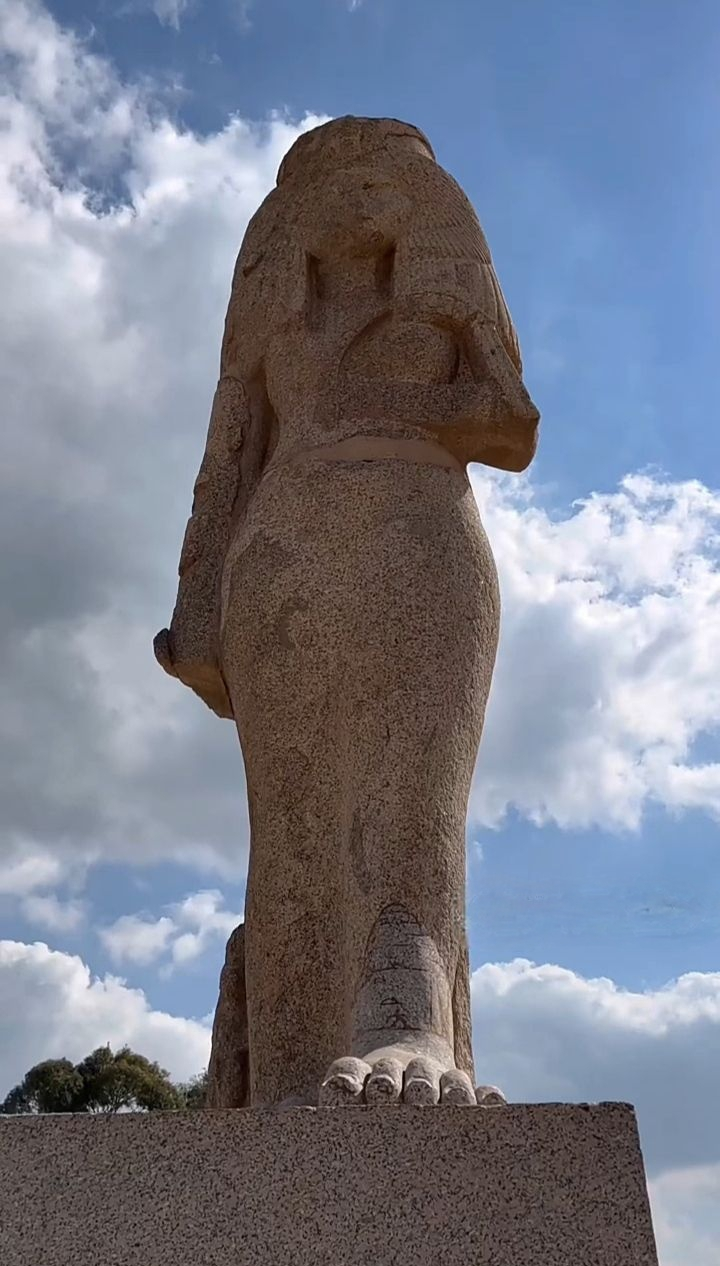
تمثال ميريت آمون في الزقازيق